# Santuario di Maria Santissima della Catena
Il santuario di Maria Santissima della Catena è un piccolo edificio di culto ubicato nella località di Chiesa Vecchia, nel punto più alto della frazione Quattropani di Lipari.

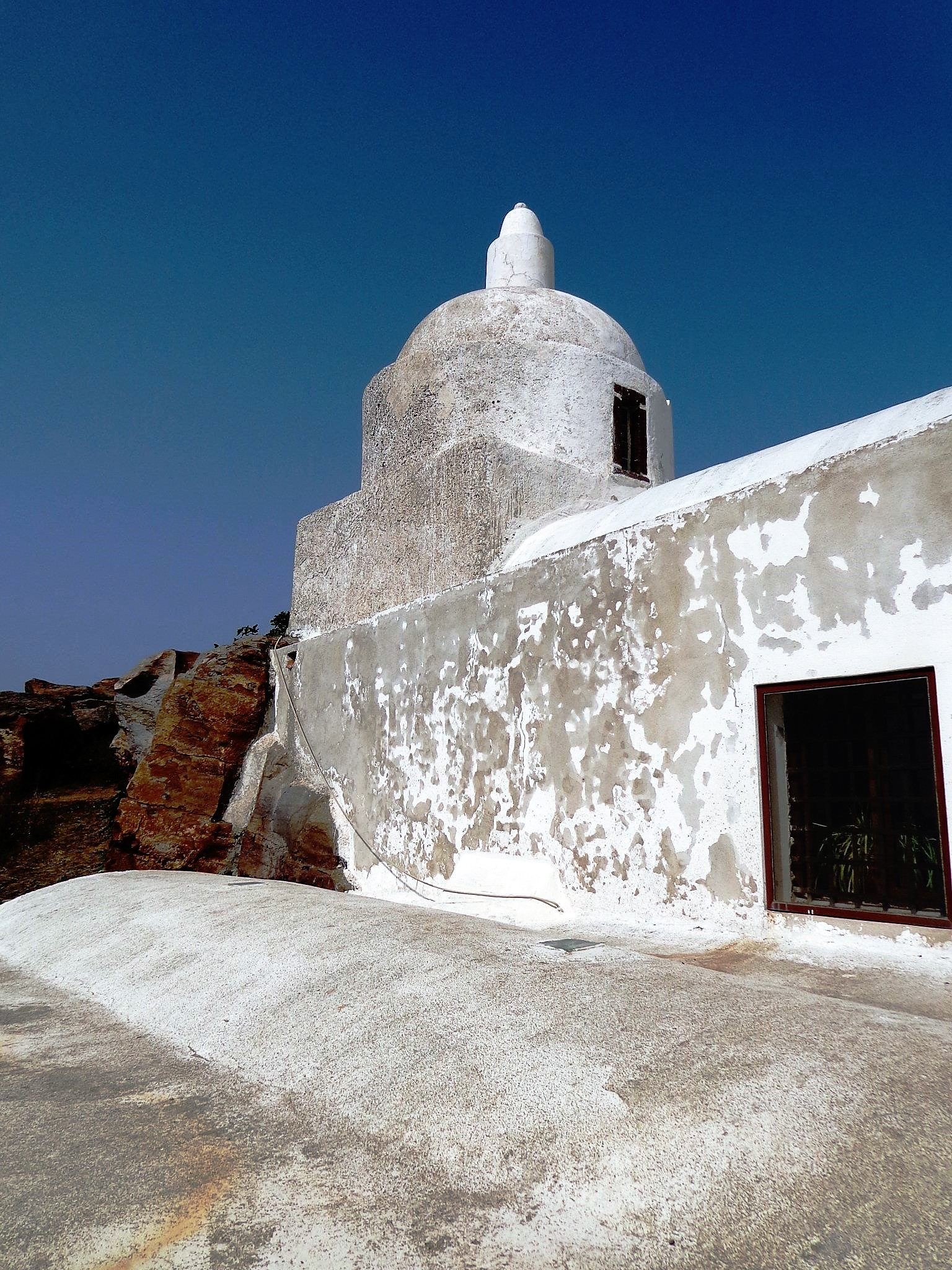
Cupola.

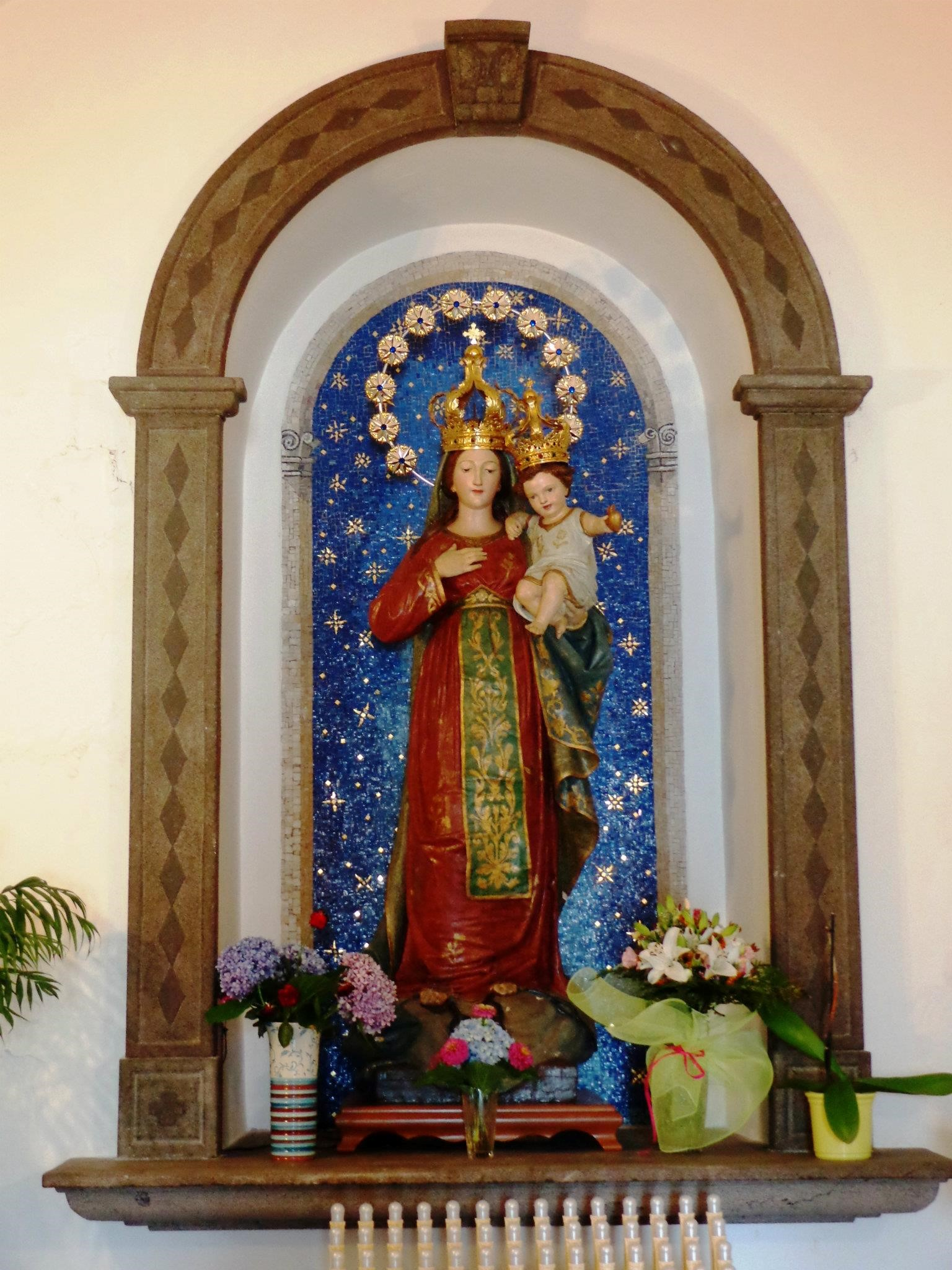
Simulacro.

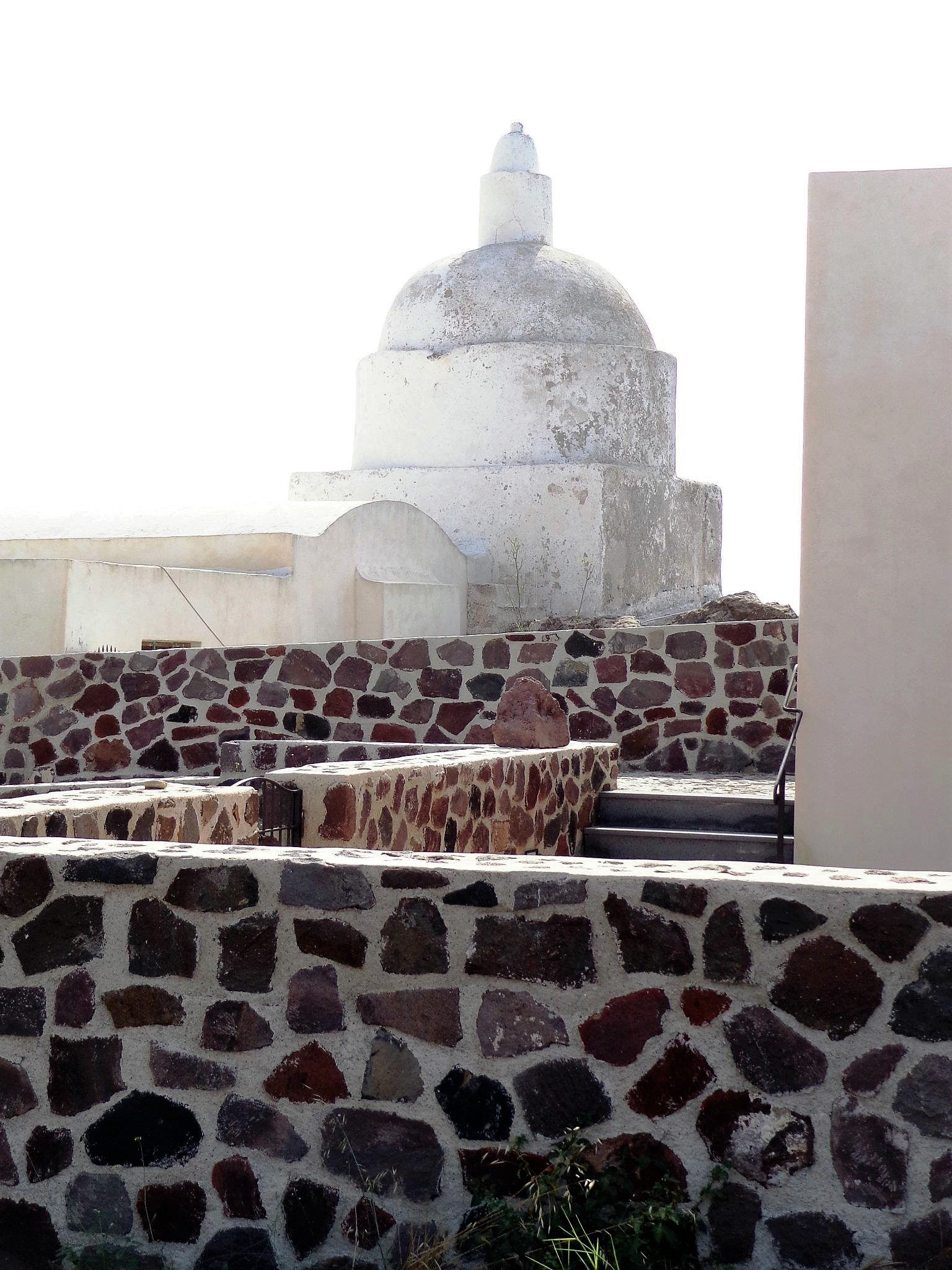
Fianco orientale.

## Località
La terrazza naturale sorge sulle propaggini occidentali del monte Chirica (602 m) e raggruppa varie località sparse del territorio della frazione di Quattropani come Chiesa Nuova, Chiesa Vecchia, Aria Morta, Costa d'Agosto, Chirica Rasa, Castellaro Vecchio.
Dal belvedere, raggiungibile con una comoda rotabile, dotato di un ampio parcheggio e servizi basilari, si può osservare un ampio panorama con vista mozzafiato.
Il paesaggio, affascinante ed evocativo, spazia su Salina, Filicudi, Alicudi sulla linea d'orizzonte verso ponente, Panarea e Stromboli verso levante, in un contesto di formazioni rocciose e macchia mediterranea che circondano e caratterizzano il luogo di culto.
In condizioni di luce ottimali a sud è possibile scorgere i rilievi montuosi dei Peloritani, Nebrodi e Madonie sovrastati dal cono vulcanico dell'Etna.

## Storia

### Epoca spagnola
Un tempio fu costruito nel 1588 in onore della Madonna della Catena, anche se un edificio dedicato al culto di Maria era già documentato nella medesima località di Quattropani noto come chiesa della Madonna di Oreto o chiesa della Natività della Beata Vergine Maria.
La costruzione fu ulteriormente ampliata e perfezionata nel 1646.

### Epoca contemporanea
Nel 1905 papa Pio X, su richiesta del vescovo Francesco Maria Raiti, istituì l'indulgenza plenaria toties quoties, ovvero l'indulgenza lucrata da tutti i pellegrini che il giorno della festa visitano il luogo sacro, con fede e devozione.
L'8 dicembre 1969, solennità dell'Immacolata Concezione, la chiesa fu elevata al rango di santuario.
Il santuario è stato oggetto di restauri nel 2005.

## Esterno
Il prospetto principale è privo di decori e ha forme lineari, quasi stilizzate. A meridione una facciata semplice e spoglia profilata da elementi di pietra locale sulla quale si apre una teoria di tre porte di uguali dimensioni anch'esse contornate da conci in pietra lavica. La prima di sinistra è sormontata da una finestrella. Un frontone in posizione asimmetrica insiste sulle due aperture di sinistra e chiude la prospettiva.
In corrispondenza dell'incrocio dei salienti un'apertura ad arco contiene la campana.
Tra i vari corpi di fabbrica raccordati tra loro si distingue la navata caratterizzata nella parte presbiteriale da una piccola e singolare cupola su elevazione cubica e tamburo circolare, dai rimandi bizantino-arabeggianti.
Caratteristiche le intonacature delle coperture tipiche dei sistemi di raccolta delle acque piovane per approvvigionamento idrico.

## Interno

### Navata
All'interno sono custodite alcune opere:
- Altare maggiore: Santissima Vergine col Bambino, un dipinto olio su tela del XVIII secolo,[2]
- Nicchia: Madonna della Catena, statua lignea, anch'essa del XVIII secolo.[2]

## Cripta
Sotto l'aula è ubicata la cripta che in passato assumeva funzione di cimitero della frazione Quattropani. L'ambiente contiene le spoglie di numerosi bambini, attestazione dell'alta mortalità ancora registrata nella seconda metà dell'Ottocento.

## Festività
- 7 - 8 settembre: Solennità della Natività della Beata Vergine Maria. Novena, pellegrinaggio, festa liturgica e corteo processionale di Maria Santissima della Catena.